# あるごめとりい
あるごめとりい（ALGOMETRY）は、けんちゃんと闇病み子から成る日本の2人組男性YouTuber、実業家、元テレビ局社員。pamxy所属。
未解決事件や都市伝説などに関するミステリーやホラー系のトーク動画を投稿しており、元はTBSテレビでバラエティ番組を制作していた。
チャンネル名は、法則を意味する英単語「アルゴリズム（algorithm）」と、学問を意味する接尾辞「メトリー（metry）」 の二つを掛け合わせた造語であり、「世の中の隠れた法則や未知な事象を解明する学問」を意味している。
姉妹チャンネルに「あるごXXX」「【アニメ】ALGOMETRY」「ミッドナイトムーン」がある。

## メンバー
けんちゃん
姉妹チャンネルの「【アニメ】ALGOMETRY」ではKENCHAN、「ミッドナイトムーン」ではヴァンパイア・ケンというキャラクターとして登場。
本名は西江健司（にしえ けんじ）。
1992年10月5日生まれ。東京都福生市出身。身長171cm。
東京都立東大和南高等学校を経て、早稲田大学商学部を卒業。
2017年に株式会社TBSテレビに入社し、制作局にて『監獄のお姫さま』『日本レコード大賞』『爆報! THE フライデー』などのバラエティ番組を担当。
2019年に株式会社pamxyを設立し、代表取締役、および最高経営責任者（CEO）に就任。
闇病み子（やみやみこ）
姉妹チャンネルの「【アニメ】ALGOMETRY」ではYAMIKO、「ミッドナイトムーン」では闇人形・ヤミリというキャラクターとして登場。
本名は斉藤正直（さいとう まなお）。
1993年8月25日生まれ。福岡県出身。身長177cm。
青雲高等学校を経て、東京大学農学部を卒業。東京大学体育会硬式野球部に所属。
2017年に株式会社TBSテレビに入社し、制作局にてドラマやバラエティ番組を担当。
2019年に株式会社pamxyを設立し、最高執行責任者（COO）に就任。
2024年に株式会社SUZUを設立し、最高経営責任者（CEO）に就任。
ルナ・テミス
姉妹チャンネルの「あるごXXX」に登場する黒猫のキャラクター。